# Coupe de la Forêt-Noire
La Coupe de la Forêt-Noire (Schwarzwaldpokal en allemand) est une compétition de combiné nordique qui se déroule chaque année depuis 1967 à Schonach im Schwarzwald sur le tremplin de Langenwald. Depuis 1984, cette compétition est l'une des épreuves de la Coupe du monde de combiné nordique.

## Historique

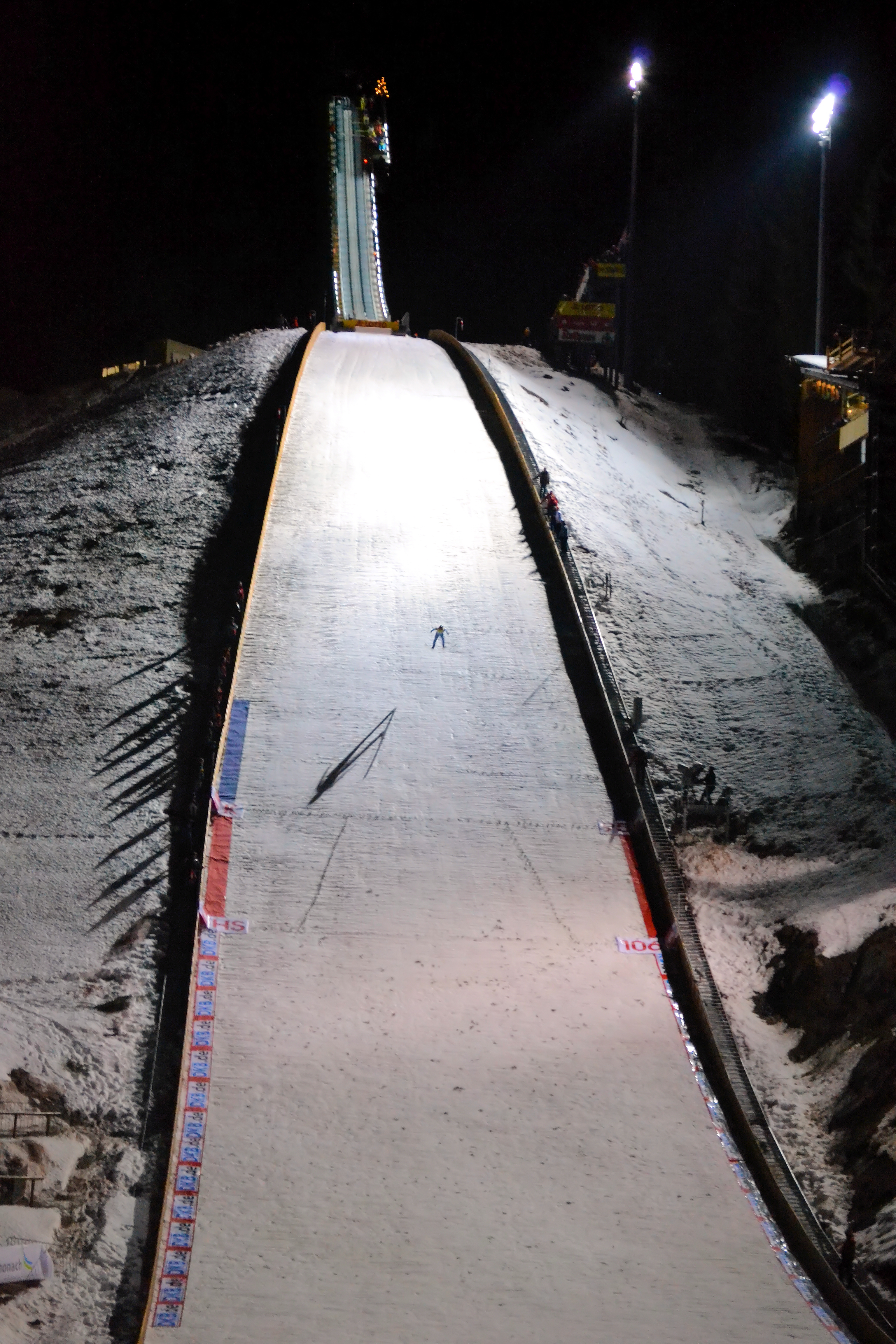
Entraînement nocturne lors de l'épreuve 2011

En 1967, les associations sportives de Brend et de Schonach créent une compétition appelée Internationale Skiwettkämpfe Schonach/Neukirch (course de ski internationale de Schonach/Neukirch). La première édition est remportée par l'Allemand Edi Lengg. Depuis 1971 la compétition est organisée par le seul club de Schonach, et son nom devient Internationale Nordische Kombination um den Schwarzwaldpokal (Coupe internationale de combiné nordique de la Forêt-noire). De 1972 à 1985 l'épreuve sera doublée d'une compétition junior.
La Coupe de la Forêt-noire fait partie de la Coupe du monde de combiné nordique depuis 1984, année de sa création par la FIS.
L'épreuve a fêté ses cinquante années d'existence les 9 et 10 janvier 2016.

## Lauréats
| - 1967 Edi Lengg - 1968 Alois Kälin - 1969 Ralph Pöhland - 1970 Franz Keller - 1971 Hans Rudhart (de) - 1972 Franz Keller - 1973 Franz Keller - 1974 Rauno Miettinen - 1975 Rauno Miettinen - 1976 Ulrich Wehling - 1977 Ulrich Wehling - 1978 Rauno Miettinen - 1979 Jorma Etelälahti - 1980 Uwe Dotzauer - 1981 Jorma Etelälahti - 1982 Uwe Dotzauer - 1983 Épreuve annulée - 1984 Thomas Müller | - 1985 Hermann Weinbuch - 1986 Hermann Weinbuch - 1987 Hubert Schwarz - 1988 Klaus Sulzenbacher - 1989 Hippolyt Kempf - 1990 Épreuve annulée - 1991 Fred Børre Lundberg - 1992 Fabrice Guy - 1993 Fred Børre Lundberg - 1994 Kenji Ogiwara - 1995 Fred Børre Lundberg - 1996 Fred Børre Lundberg - 1997 Samppa Lajunen - 1998 Todd Lodwick - 1999 Bjarte Engen Vik - 2000 Bjarte Engen Vik - 2001 Épreuve annulée - 2002 Felix Gottwald | - 2003 Épreuve annulée - 2004 Todd Lodwick - 2005 Hannu Manninen - 2006 Hannu Manninen - 2007 Épreuve annulée - 2008 Petter Tande - 2009 Anssi Koivuranta - 2010 Jason Lamy-Chappuis - 2011 Felix Gottwald - 2012 Épreuve annulée - 2013 Jason Lamy-Chappuis - 2014 Magnus Moan - 2015 Lukas Klapfer - 2016 Eric Frenzel - 2017 Eric Frenzel - 2018 Akito Watabe - 2019 Bernhard Gruber - 2020 Épreuve annulée | - 2021 Épreuve annulée - 2022 Jarl Magnus Riiber - 2023 Jens Lurås Oftebro - 2024 Jarl Magnus Riiber et Mari Leinan Lund - 2025 Jens Lurås Oftebro et Ida Marie Hagen |